# Vivienne Westwood

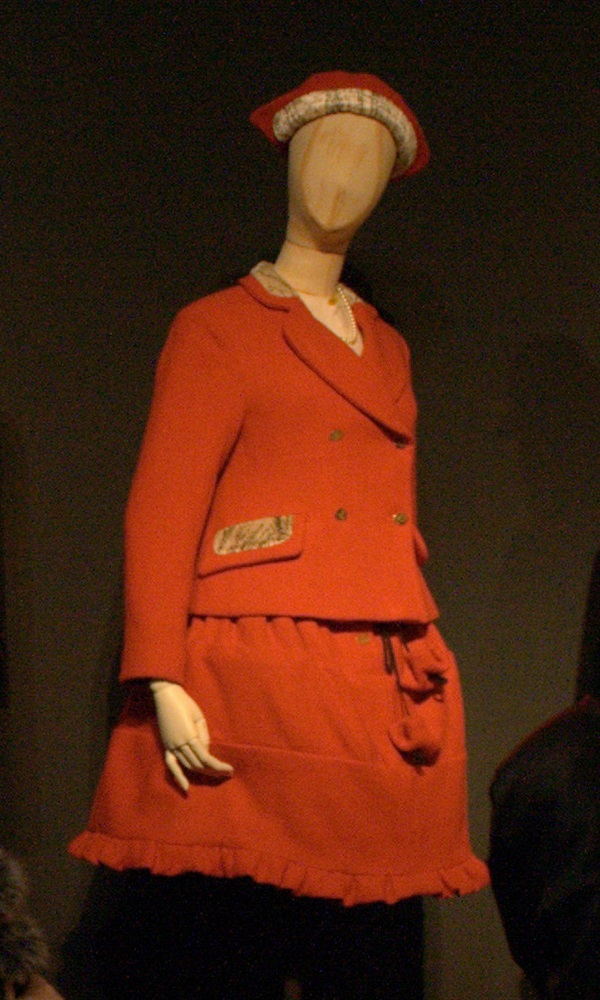
De 'Mini-Crini,' 1985–87

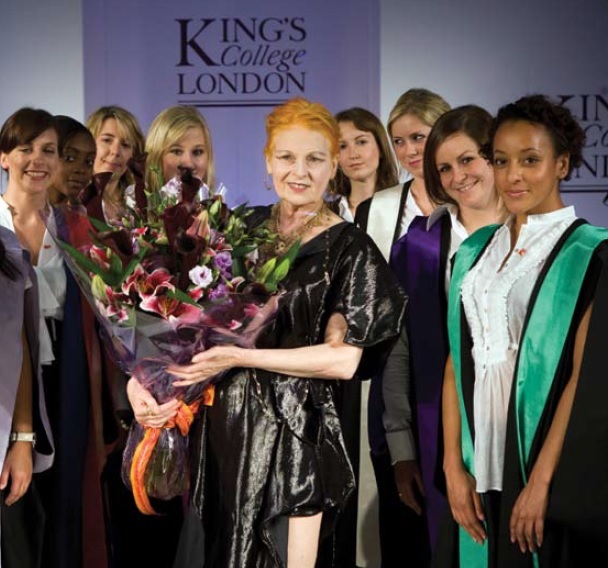
"Academic dress of King's College London" ontworpen en gepresenteerd door Vivienne Westwood in 2008.

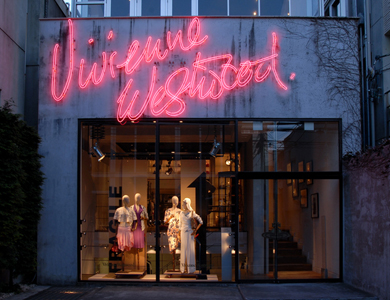
Winkel van Westwood in Aoyama, Japan

Vivienne Isabel Swire-Westwood (Tintwistle, 8 april 1941 – Clapham, 29 december 2022) was een Brits modeontwerpster. Ze maakte naam als de ontwerpster van het punktijdperk en groeide uit tot een van de meest vooraanstaande Britse ontwerpers. Haar voornaamste handelsmerk was het op geestig-bizarre wijze combineren van traditionele elementen met provocatieve, maatschappijkritische uitingen.

## Loopbaan
Op haar 18de schreef Westwood zich in voor een cursus edelsmeden aan Harrow Art School, maar na één semester stopte ze hiermee en koos ze voor een carrière in het onderwijs. In 1962 trouwde ze met Derek Westwood. Ze leidde een onopvallend bestaan als moeder en onderwijzeres totdat ze in 1965 Malcolm McLaren ontmoette, een vriend van haar broer Gordon. Onder McLarens invloed brak ze met het conformisme dat tot op dat moment haar leven had bepaald. Ze verliet haar man en trok, samen met haar zoon Ben in in de woongroep van McLaren, een gesjeesde kunstacademiestudent die sterk was beïnvloed door het absurdisme en de kunstzinnig-politieke situationistenbeweging. Met hem kreeg ze in 1967 zoon Joseph, en leidde ze een bohemien-achtig bestaan in Londen.
In 1971 maakte ze haar eerste mode-statement door zich een wit stekelkapsel aan te meten - een haarstijl die later zal uitgroeien tot een van de iconen van de punk.
Min of meer toevallig kwam McLaren op het idee om een winkeltje in rock-'n'-rollkleding te openen. Let it Rock at Paradise Garage opende zijn deuren in november 1971. Omdat de originele jaren-vijftigkleding moeilijk te vinden blijkt, nam Westwood na verloop van tijd zelf achter de naaimachine plaats. Ze drukte steeds nadrukkelijker haar eigen stempel op het winkeltje en nam afstand van de, in haar ogen achterlijk seksistisch en racistische, 'teddyboys' die tot dan toe de klantenkring van de boetiek vormden. In het voorjaar van 1973 werd de winkel omgedoopt tot 'Too Fast to Live Too Young to Die' en de teddyboys-mode maakte plaats voor eigentijdse, provocerende kleding.
De T-shirts met choquerende teksten bleken een succes onder opstandige Londense jongeren. Het concept werd nog verder op de spits gedreven door de winkel een jaar later de naam 'SEX' te geven. De kleding die in 'SEX' werd verkocht is ontworpen met een techniek die aan het situationisme is ontleend en grofweg neerkomt op: kapot maken en weer in elkaar zetten. Gescheurde kleding, veiligheidsspelden en fietskettingen werden op aanwijzing van McLaren gecombineerd met bondage- en SM-elementen. Rond 'SEX' vormt zich een subcultuur die later onder de naam 'punk' massale navolging zal vinden.
De kleding had steeds meer als doel te shockeren, te irriteren en te provoceren. Grofgebreide doorkijktruien werden gecombineerd met verknipte jeans en gescheurde shirts met handgeschreven teksten zoals slogans tegen het gezag, het consumentisme en de aangepaste burger. Britse vlaggen werden hergebruikt, evenals Schotse rokken en sjaals. Swastika’s en adelaars werden eveneens toegepast, zonder dat Westwood zich daar later voor verontschuldigde. "We wilden het establishment ondermijnen", schreef ze daarover in haar memoires. "We haatten het. We wilden het vernietigen. Het was de jeugd tegen mensen op leeftijd."
De winkel veranderde nog twee keer van naam: vanaf 1976 was het Seditionaries en vanaf 1980 World's End.
Pas nadat de punkrage in Engeland was overgewaaid begon Westwood zichzelf als modeontwerpster te beschouwen. Onder invloed van de New Romantics-rage die in 1980 de kop opstak, ontwikkelde ze de succesvolle collectie Pirates, die het onberekenbare van de punk combineert met de pronkzucht van kostuums uit voorbije eeuwen. Pirates bestond onder andere uit bontgekleurde jurken op basis van historische patronen uit de kunstbibliotheek van het Londense Victoria & Albert Museum. Het refereren aan kleding uit een andere tijd en andere culturen zou een handelsmerk worden van Westwood. Ze verdiepte zich uitgebreid in door haar collega's allang vergeten patronen en technieken. De straatelementen waren afkomstig van McLaren.
In 1982 was Westwood de eerste Britse modeontwerper sinds Mary Quant die een collectie in Parijs presenteerde. Haar bekendste creaties uit de jaren die volgden zijn de ‘mini crini’, een hyperkorte versie van de 19de-eeuwse hoepelrok, en korsetten met conische cups, waarmee ze een paar jaar eerder was dan ontwerper Jean Paul Gaultier, bekend om zijn puntbeha’s. De romantische, historische stukken combineerde ze met parodieën op traditionele items als kostschooluniformen, cardigans, parelkettingen en Harris-tweeds.
In 1984 eindigde de samenwerking met McLaren - hun liefdesrelatie was enige jaren eerder al opgehouden. Tegen veler verwachting in hield Westwood zich daarna ook zonder McLarens promotionele ondersteuning uitstekend staande. Sterker nog: terwijl de roem van McLaren in de jaren tachtig en negentig gestaag afnam, groeide Westwood met haar Punkature (een symbiose van punk en couture) uit tot een van de meest vooraanstaande Britse ontwerpers.
Naarmate haar kleding draagbaarder en salonfähiger werd, rees haar roem en nam de waardering van het door haar zo gehate establishment toe. Desondanks bleven ze zowel in haar leven als haar shows provoceren. In 1989 poseerde ze, verkleed als haar tegenpool Margaret Thatcher, voor de cover van het tijdschrift Tatler. Haar modeshows waren standaard voorzien van de nodige dosis modellen met blote borsten of billen. In haar ontwerpen en accessoires bleef ze ook de extremen opzoeken. In 1993 moest model Naomi Campbell zulke hoge plateauhakken dragen dat ze een fenomenale smak maakte midden op de catwalk.
Zowel in 1990 als in 1991 kreeg ze de prestigieuze 'British designer of the Year'-prijs toegekend. Voor haar invloed op de modewereld ontving ze van Queen Elizabeth in 1992 een Orde van het Britse Rijk. Opmerkelijk detail was dat ze achteraf aan de journalisten, met een pirouette waardoor haar lange grijze rok opwaaide, toonde dat ze geen ondergoed droeg tijdens de ceremonie. In 2006 kreeg ze de eretitel Dame toegekend.
In de loop der jaren verbond Westwood haar naam aan ontwerpen voor onder meer Swatch, Motorola en Wedgwood en opende ze modewinkels in New York, Hongkong en Milaan.
Van 1 april tot 11 juli 2004 was in het Victoria and Albert Museum in Londen onder de naam 34 Years in Fashion een overzichtstentoonstelling van haar werk te zien.
Ze was een activiste die zich inzette voor milieu en klimaat, mensenrechten en dierenwelzijn. Ze uitte dit ook in haar mode door tijdens modeshows modellen kleding of borden met leuzen te laten dragen. Westwood was tegen overconsumptie in de modewereld. 
In 1988 ontmoette Westwood bij een gastcollege in Wenen de modestudent Andreas Kronthaler, met wie ze vijf jaar later trouwde. Zowel creatief als zakelijk ondersteunt hij haar sindsdien, en in 2016 werd hij officieel creative director van de firma.
Westwood overleed in 2022 op 81-jarige leeftijd. Tot op het laatst van haar leven bleef ze ontwerpen, bezig met kunst en schrijven.